# Острова Ясава
Острова Ясава (англ. Yasawa Islands) — острова в составе островов Фиджи. Административно входит в состав провинции Мба.

## География
Острова Ясава расположены в южной части Тихого океана, примерно в 40 км к северо-западу от острова Вити-Леву. Архипелаг состоит из примерно 20 островов. Общая площадь суши составляет около 135 км². Острова тянутся в северо-восточном направлении примерно на 80 км. С точки зрения геологии, острова имеют вулканическое происхождение. Поверхность гористая; на четырёх островах высота гор превышает 600 м.
Крупнейшие острова архипелага — Ясава, Навити, Вайя, Вайя Лаитаи, Натула, Тавева и Якета.
Климат на островах тропический. Зачастую случаются засухи.

## История
Заселение островов Ясава произошло, предположительно, около 700 года до н. э., спустя несколько сотен лет после заселения других, более крупных островов в Фиджи.
Европейским первооткрывателем островов стал британский мореплаватель Уильям Блай, открывший архипелаг в 1789 году вскоре после мятежа на известном корабле «Баунти». В 1794 году острова посетил капитан Барбер, тем не менее подробной карты архипелага не существовало вплоть до 1840 года, когда он был исследован американской экспедицией во главе с Чарльзом Уилксом.

## Туризм
На острова совершают полёты авиакомпании Turtle Airways, Pacific Island Air.